# Sveti Andrija (Svetac)
Sveti Andrija, zwana również często Svetac (chorw. święty) i Štondrija (w dialekcie czakawskim), to wyspa na Adriatyku, wchodząca w skład archipelagu Viskiego, leżąca ok. 25 km na zachód od Vis. Svetac ma długość ok. 3,5 km; szerokość ok. 1,5 km a jego powierzchnia wynosi 4,194 km². Najwyższe wzniesienia na wyspie to Kosa (316 m n.p.m.) i Štandarac (307 m n.p.m.). Długość linii brzegowej wynosi 11,973 km. Najbardziej na północ wysunięty punkt wyspy to półwysep Trepina, na wschód – półwysep Šijobod, a na zachód Fumor.
Obecnie wyspa nie jest zamieszkana, chociaż w 1951 żyło tu 51 osób, ostatnia mieszkanka zmarła tutaj na przełomie XX i XXI wieku. Na jednym z wzniesień na wschodzie wyspy znajdują się ruiny twierdzy z czasów Bizancjum. Miejscowe legendy wiążą twierdzę z iliryjską królową Teutą, która według podań miała popełnić tu samobójstwo, rzucając się do morza.